# ابن أبي الحكم
أفضلُ الدَّولةِ أبو المَجدِ ابنِ أبي الحَكَمِ مُحَمَّدٍ بنِ عُبَيْدِ اللهِ بنِ المُظَفَّرِ بنِ عبدِ اللهِ البَاهِلِيِّ (تُوُفِّيَ في عام 570 هـ / 1174 م)
مِنَ الحُكماء المشهورين، والعلماء المذكورين، والأفاضل في الصناعة الطبية، والأماثل في علم الهندسة والنجوم، وكان يَعْرِفُ الموسيقى، ويلعب بالعود، ويجيد الغناء والإيقاع والزمر وسائر الآلات، وعمل أرغنًا وبالغ في إتقانه، وكان اشتغالُه على والدهِ وعلى غيرهِ بصناعة الطب، وتميَّز في عِلْمِهَا وعَمَلِهَا، وصار من الأكابر من أهلها. إلا أن الطبَّ غَلَبَ عليه فاشْتُهِرَ به.
أصلُهُ من الأندلس، ولكنه عاش في دمشق وتَوَلَّى أعمالَ البيمارستان الذي بناهُ السلطان نور الدين الزنكي بدمشق. وكان نورُ الدين يَرَى لهُ ويحترمُه، ويعرفُ مِقدارَ عِلْمِهِ وفضْلِهِ، ولما أنشأ الملك العادل نور الدين البيمارستان الكبير جعلَ أمرَ الطِّبَّ إليه فيه، وأطلقَ له جامكية (مُرَتَّب مُوظَّفِي الدولة)، وكان يتردَّدُ إليه ويعالِجُ المرضى فيه، فكانَ جميعُ ما يكتُبُه لكلِّ مريض من المُداواةِ والتدبير لا يُؤَخَّرُ عنه، ولا يُتَوَانَى في ذلك. وكانَ بعد فراغِهِ من ذلك وطلوعه إلى القلعة وافتقاده المرضى من أعيان الدولة، يأتي ويجلِسُ في الإيوان الكبير الذي للبيمارستان، وجميعه مفروش، ويحضر الاشتغال.
وكان نورُ الدِّين قد وَقَفَ على هذا البيمارستان جُملةً كبيرةً من الكتب الطبيَّة، وكانت في الخرستانين اللذين في صدر الإيوان، فكان جماعةٌ من الأطبَّاء والمُشتغلين يأتون إليه، ويقعدونَ بين يديه، ثم تَجري مُبَاحثاتٌ طبيَّة، ويُقْرِئُ التلاميذَ، ولا يزالُ معهم في اشتغال ومباحثةِ نظرٍ في الكتب مقدارَ ثلاث ساعات، ثم يركبُ إلى داره.
توفي بدمشق سنة خمسمائة ونيف ذكره ابن أبي أصيبعة.